# 异种乐队
异种乐队(Alienoid)是一支来自马来西亚的摇滚乐队，成员包括司徒（主唱，低音吉他）、大山（吉他）、无名（鼓）。樂團於1994年成立，並在當年參加了Guinness Canto Rock搖滾樂隊比賽，奪得了第一名。1996年，樂團推出第一張專輯《異種》，同年獲邀擔任Beyond馬來西亞演唱會特別嘉賓。經過幾次內部重整，樂團於2016年推出了專輯《爭一口氣》。他们受前Beyond成员叶世榮提拔，在2015年与北京达意美施签约成为其经纪公司。2018年与前Beyond经理人陈健添所成立的‘摇滚优先Rockfirst’音乐厂牌签约成为旗下艺人。